# Orphicae Lamellae

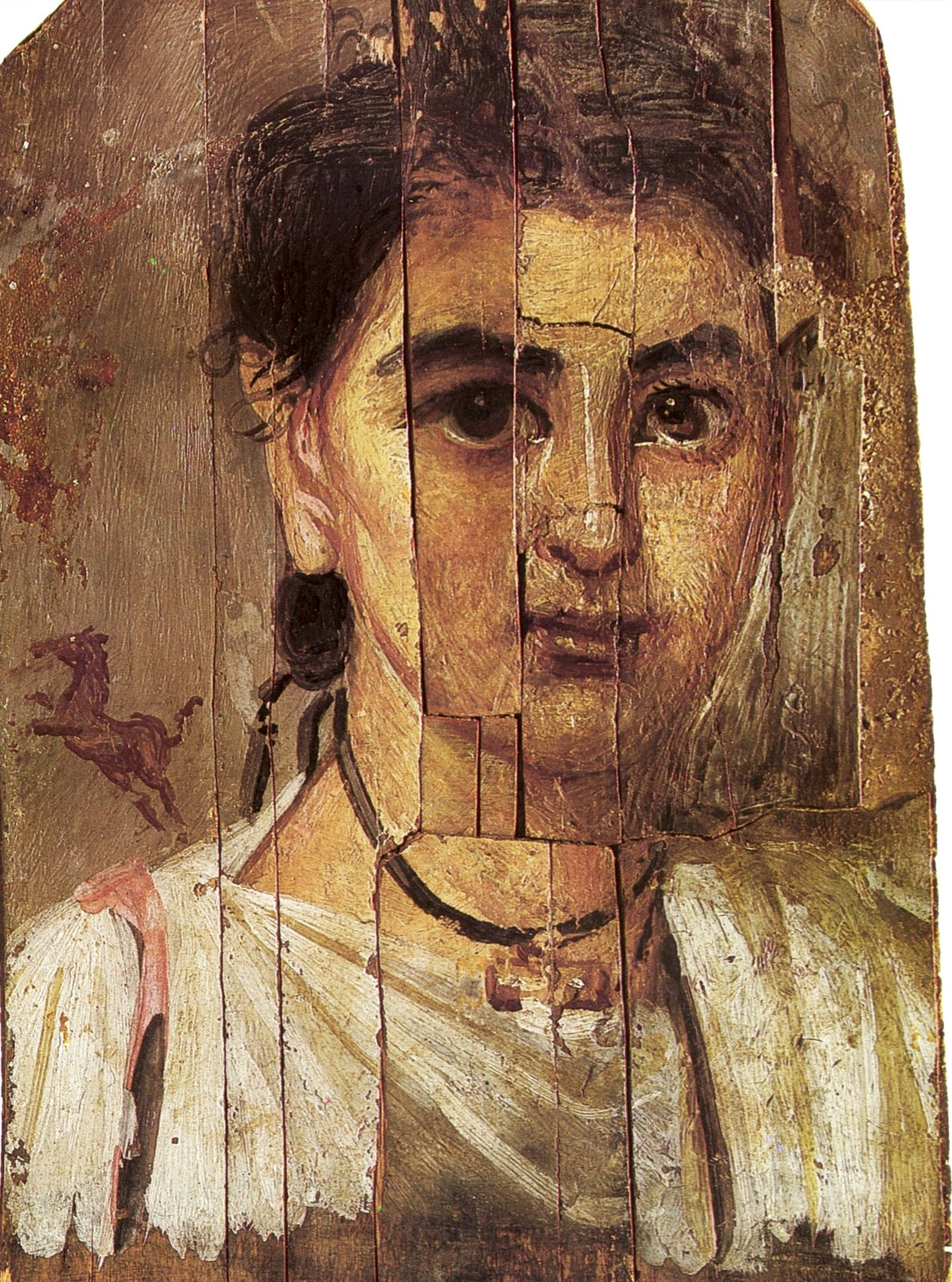
Knabe mit Phylakterium (Mumienporträt, 2. Jahrhundert)

Bei den sogenannten Orphicae Lamellae oder deutsch Orphischen Goldblättchen (teilweise auch als Bacchische Goldplättchen bezeichnet) handelt es sich um dünne Goldfolien, die in antiken Gräbern gefunden wurden. Die Goldfolien tragen eingeprägt altgriechische Texte, die Weisungen und Informationen für den Gang des Toten durch die Unterwelt enthalten und eine wohlwollende Behandlung durch die Götter der Unterwelt sicherstellen sollen, weshalb man sie gelegentlich auch als Totenpässe bezeichnet hat.
Man fand die Goldblättchen meist in der Nähe der Hand oder des Mundes des Toten, manchmal wurden sie wohl auch in einem Phylakterium um den Hals getragen, wie man es auf einem Mumienporträt aus dem Fayum sieht. Die Funde stammen aus Süditalien, Nordgriechenland und Kreta, einzelne aus Sizilien und Rom, meist aus dem 4. Jahrhundert v. Chr. Der Text aus Rom datiert in das 2. oder 3. Jahrhundert n. Chr.
Die Bezeichnung der Texte als orphisch beruhte auf einer Zuordnung, die aufgrund der ersten Funde zutreffend schien. Heute sieht man die Goldblättchen als zum Kult der Unterweltsgötter Dionysos und Persephone gehörig an.